# Semilabeo obscurus
Cá anh vũ nhỏ, cá anh vũ tối màu, cá thần, ám thần lăng (danh pháp hai phần: Semilabeo obscurus) là một loài cá thuộc chi Cá anh vũ, họ Cá chép (Cyprinidae). Loài này có khu vực phân bố: lưu vực sông Tây Giang (Ba Mã, Bách Sắc trong tỉnh Quảng Tây cũng như Phú Nguyên, Di Lương trong tỉnh Vân Nam), sông Gâm (tỉnh Tuyên Quang).